# J. S. Woodsworth
James Shaver Woodsworth (né le 29 juillet 1874, mort le 21 mars 1942) est un pionnier du mouvement social-démocrate canadien. Après plus de deux décennies de ministère auprès des pauvres et de la classe ouvrière en tant que ministre de culte de l'Église méthodiste, J. S. Woodsworth quitte le ministère pastoral pour fonder le Parti social démocratique du Canada (PSDC), un parti social-démocrate qui devient ultérieurement le Nouveau Parti démocratique (NPD).

## Enfance
Aîné de six enfants, Woodsworth est né à Etobicoke Applewood Farm, près de Toronto (Ontario), fils d'Esther Josephine Shaver et James Woodsworth. Son père est un ministre méthodiste et sa foi est un puissant facteur dans sa vie. Son grand-père, Harold Richard Woodsworth, s'était opposé à William Lyon Mackenzie lors des rébellions de 1837. De plus, son arrière-grand-père maternel était un loyaliste. Woodsworth apprécie donc à la fois la valeur de la responsabilité sociale et de la tradition.

## Ministère
La famille Woodsworth s'installe à Brandon (Manitoba) en 1882, où son père devient surintendant des missions méthodistes dans l'Ouest canadien. Suivant les traces de son père, J. S. est ordonné pasteur méthodiste en 1896 et est prêcheur itinérant pendant deux ans au Manitoba avant d'aller étudier au Victoria College à Toronto et à l'université d'Oxford en Angleterre. Pendant ses études à Oxford en 1899, il s'intéresse au travail social. C'est durant ce séjour qu'éclate la seconde guerre des Boers, et Woodsworth est plongé dans les discussions sur la valeur morale de l'impérialisme. En 1902, après son retour au Canada, il accepte un poste de pasteur au Grace Church à Winnipeg, et en 1903 il épouse Lucy Staples, membre de la section canadienne de la Ligue internationale des femmes pour la paix et la liberté.
En tant que pasteur, il œuvre auprès des pauvres immigrants à Winnipeg et prêche un évangile social qui proclame le Royaume de Dieu « ici et maintenant ». Toutefois, il devient rapidement insatisfait de son rôle de ministre. Il a de la difficulté à accepter la théologie méthodiste et met en doute l'emphase placée par l'église sur le salut individuel sans considération pour le contexte social dans lequel vit l'individu. Dans une déclaration explicative présentée à la Conférence de l'église méthodiste du Manitoba en 1907, il cite ses difficultés sur les questions telles que le baptême, les tests d'admission à l'Église et le jeûne en tant qu'exercice religieux. Il remet sa démission, mais on la refuse et on lui offre l'occasion de devenir surintendant de la mission All People's dans le nord de Winnipeg. Pendant six ans, il travaille auprès de familles pauvres et immigrantes, et au cours de cette période il écrit et fait campagne en faveur de l'éducation obligatoire, des tribunaux pour jeunes, la construction de terrains de jeu et d'autres mesures reliées au bien-être social.

## Engagements sociaux et politiques
En tant qu'ouvrier des missions, Woodsworth voit de près les conditions affreuses dans lesquelles vivent ses concitoyens, et se lance dans l'écriture du premier de ce qui allait devenir une série de livres décriant les salaires grandement insuffisants des ouvriers et affirmant le besoin de créer un État plus égalitaire. En 1909, son livre Strangers Within Our Gates est publié, suivi en 1911 par My Neighbour. Ces deux livres sont des lectures de base de l'histoire de la pratique et de la réforme sociale au Canada. Woodsworth fonde The People's Forum en 1910, une série de discours, de concerts et de discussions présentés par les divers groupes ethniques de Winnipeg deux fois par dimanche. Cette série continue pendant sept ans.
Woodsworth quitte la mission All People's en 1913 pour accepter le poste de secrétaire de la Canadian Welfaire League. Au cours de cette période il voyage beaucoup à travers les trois provinces des prairies canadiennes, enquêtant sur les conditions sociales, tout en écrivant et en présentant des conférences sur ses conclusions. En 1914, il est devenu un socialiste et admirateur du Parti travailliste du Royaume-Uni.
En 1916, durant la Première Guerre mondiale, on lui demande d'appuyer la conscription. Les ministres de culte devaient prêcher sur le devoir des hommes de faire leur service militaire ; Woodsworth publie plutôt ses objections. En tant que pacifiste, il s'oppose à l'utilisation de l'Église en tant qu'outil de recrutement, et il est congédié de son poste au Bureau de la recherche sociale, où il travaillait à l'époque. En 1917, il est affecté à son dernier poste de pasteur à Gibson's Landing (Colombie-Britannique). Woodsworth quitte l'Église en 1918 à cause de l'appui de celle-ci à la guerre. Il déclare : « Je croyais qu'en tant que ministre de culte chrétien, j'étais un messager du Prince de la Paix.» L'Église accepte sa démission.
Woodsworth et sa famille s'installent en Colombie-Britannique, où il travaille en tant que stevedore malgré sa petite stature. Il adhère au syndicat, aide à organiser le Federated Labour Party of British Columbia, et écrit pour le journal ouvrier.
En 1919, il se lance dans une tournée de l'Ouest canadien, arrivant à Winnipeg en plein milieu de la grève générale de Winnipeg de 1919. Il se met immédiatement à prononcer des discours à des réunions de grévistes. Lorsque la Gendarmerie royale du Canada charge sur une foule de grévistes en train de manifester au centre de Winnipeg, tuant une personne et en blessant 30, Woodsworth mène la campagne de protestation, et a tôt fait de s'impliquer dans l'organisation du Parti ouvrier indépendant du Manitoba.
Woodsworth retourne brièvement en Colombie-Britannique en 1920 pour faire campagne en tant que candidat de la Federated Labourt Party à Vancouver. Il reçoit 744 voix, mais n'est pas élu à la législature provinciale.
Il devient rédacteur du Western Labour News. Une semaine après l'arrestation de l'éditeur du bulletin de grève pour diffamation séditieuse, Woodsworth se retrouve dans la même position ; il est toutefois relâché après cinq jours de prison et aucune accusation n'est portée contre lui. Cet évènement sert à établir la crédibilité de Woodsworth au sein du mouvement ouvrier et à le propulser à vingt ans de mandat public.
En décembre 1921, Woodsworth est élu à la Chambre des communes du Canada en tant que député du Parti ouvrier indépendant dans la circonscription de Winnipeg-Nord, qu'il représente jusqu'à sa mort. Le premier projet de loi qu'il dépose concerne l'assurance-chômage ; même si le greffier de la Chambre des communes l'informe que les projets de loi concernant des dépenses fédérales devaient être introduits par le gouvernement, il continue de défendre la cause d'une réforme constitutionnelle. Quatorze ans plus tard, en 1935, le gouvernement accepte de former un comité pour discuter de la possibilité de réformes.
Woodsworth rejette la révolution violente et toute association avec le nouveau Parti communiste du Canada. Il devient un expert de la procédure parlementaire et utilise la Chambre des communes comme plateforme publique. Il siège avec le Parti progressiste du Canada et est subséquemment un des chefs de l'aile radicale, le Ginger Group.
Lorsque le Parti libéral du Canada passe près d'être défait lors de l'élection de 1925, Woodsworth réussit à monnayer son appui aux communes contre l'adoption par le gouvernement libéral d'un plan de pension de vieillesse. Introduit en 1927, le Régime de pensions du Canada est la pierre angulaire du système de sécurité sociale canadien. En 1932, Woodsworth fait une tournée de l'Europe en tant que membre de l'Assemblée de la Société des Nations à Genève.

## Fondation du PSDC
Lorsque vient la Grande Dépression, Woodsworth et le Parti ouvrier indépendant se joignent à divers autres groupes ouvriers et socialistes en 1932 pour former un nouveau parti socialiste, la Fédération du commonwealth coopératif (FCC) (le nom français du parti sera changé en 1955 pour « Parti social démocratique du Canada » ; Woodsworth en devient le premier chef). Woodsworth déclare : « Je suis convaincu que nous pouvons développer un type distinctif de socialisme au Canada. Je refuse de suivre aveuglément le modèle britannique ou le modèle américain ou le modèle russe. Nous au Canada règlerons nos problèmes de notre manière ».
En 1933, la FCC devient l'opposition officielle en Colombie-Britannique et en 1934, le parti parvient au même résultat en Saskatchewan. Lors de l'élection fédérale de 1935, sept députés FCC sont élus à la Chambre des communes et le parti récolte 8,9 % du vote populaire. La FCC ne parvient toutefois jamais à menacer le système à deux partis du Canada. En particulier, le prestige énorme dont jouit le premier ministre libéral William Lyon Mackenzie King empêche la FCC de remplacer les libéraux en tant que principal parti de la gauche, contrairement à ce qui était arrivé au Royaume-Uni, en Australie et en Nouvelle-Zélande.
En 1939, la majorité des membres de la FCC refusent de suivre Woodsworth dans son opposition à la participation du Canada dans la Seconde Guerre mondiale. Au cours du débat sur la déclaration de guerre, Mackenzie King déclare : « Il y a peu d'hommes en ce Parlement pour lesquels j'ai un plus grand respect que le chef de la Fédération du commonwealth coopératif. Je l'admire dans mon cœur, parce qu'encore et encore il a eu le courage de dire ce que lui dicte sa conscience, peu importe l'opinion que le monde aura de lui. Un homme de ce calibre est un joyau de n'importe quel parlement. ».
Néanmoins, Woodsworth est pratiquement seul dans son opposition à la guerre, et ses jours à la tête du parti sont finis. Il est réélu aux Communes, mais en septembre 1940, il souffre d'un infarctus, et au cours des 18 mois subséquents sa santé se détériore. Il meurt à Vancouver au début de 1942. Ses cendres sont déversées dans le détroit de Georgia.
Sa fille, Grace MacInnis, suit ses traces en tant que femme politique de la CCF.

## Legs
J. S. Woodsworth a fortement influencé la politique sociale canadienne, et plusieurs des concepts sociaux qu'il a prônés sont représentés dans les programmes actuels tels que l'assurance sociale et le régime public d'assurance-maladie, qui sont considérés fondamentaux à la société par beaucoup de Canadiens. Bien que le parti dont il a été le principal fondateur, aujourd'hui appelé le Nouveau Parti démocratique, ait largement abandonné la vision de Woodsworth pour un Canada socialiste, sa mémoire est toujours respectée au sein du parti.
Le Woodsworth College de l'Université de Toronto et le J. S. Woodsworth Secondary School à Ottawa (fermé en 2005) portent son nom en son honneur.

## Œuvres
- Strangers Within Our Gates JS Woodsworth (1909) Doreen Stephen Books, Toronto, Ontario  (ISBN 0-8020-1891-2)
- My Neighbour JS Woodsworth (1911) University of Toronto Press, Toronto, Ontario  (ISBN 0-8020-1824-6)
- A Man to Remember Grace McInness/JS Woodsworth, Macmillan of Canada, Toronto, Ontario  (ISBN 978-0-7705-1180-7)

## Archives
Il y a un fonds J. S. Woodsworth à Bibliothèque et Archives Canada. Le numéro de référence archivistique est R5904.